# Kiril Petkov
Kiril Petkov Petkov (bugarski: Кирил Петков Петков, Plovdiv, 17. travnja 1980.) bugarski je političar i ekonomist te trenutni predsjednik Vlade Bugarske od 13. prosinca 2021. Jedan je od vođa stranke Prodalzhavame promyanata (PP, Nastavljamo promjene) koju je osnovao s Asenom Vasilevom.

## Životopis
Petkov je rođen 17. travnja 1980. u gradu Plovdivu, Bugarskoj. Završio je preddiplomski studij financija na Sveučilištu Britanske Kolumije u Vancouveru. Magistarski studij završio je na Sveučilištu Harvard, gdje je bio u 10 % najboljih studenata. Petkov je jedan od osnivača Centra za ekonomsku strategiju i natjecanje Sveučilišta u Sofiji, gdje je predavao ekonomski razvoj i mikroekonomiju natjecanja.
Od 2001. do 2005. radi u kanadskoj prehrambenoj tvrtci McCain Foods kao menadžer razvoja. Od 2007. razvija projekte u području inovacija te drži nekoliko patenata iz područja biotehnologije u Sjedinjenim Američkim Državama, sa svojom tvrtkom ProViotik.
Dana 12. svibnja 2021. postaje ministar gospodarstva u vladi Stefana Yaneva. Na svom prvom televizijskom gostovanju kao ministar optužuje Bugarsku razvojnu banku, koja je u vlasništvu države i čiji je osnovni cilj podrška malih i srednjih poduzeća, da je 500 milijuna eura pozajmica podijelila među samo osam tvrtki u vlasništvu četvoro poduzetnika. Ovaj je postupak okarakterizirao kao "nečuven", tvrdeći da se radi o korupciji.
Dana 19. rujna 2021. osnovao je stranku Prodalzhavame promyanata (PP), kao stranku čija je osnovna uloga borba protiv korupcije. Stranku je osnovao s Asenom Vasilevom, kojeg je upoznao tijekom studija na Harvardu. Nakon što je njegova stranka osvojila najviše glasova na izborima u studenome, krenuli su pregovori oko stvaranja koalicije. Prva ideja bila je da u koaliciji sudjeluju PP, Ima takav narod (ITN), te Demokratska Bugarska (DB). Dana 10. prosinca završeni su dogovori oko koalicije, kojoj se priključila i Bugarska socijalistička stranka (BSP).
Kiril Petkov je izabran za predsjednika Vlade sa 134 glasa za i 105 glasova protiv 13. prosinca 2021. Istog dana predsjednik Rumen Radev potvrdio je njegovu vladu.

## Kontroverze
27. listopada 2021. Vrhovni sud Bugarske retroaktivno je odbio njegovo postavljanje na položaj ministra gospodarstva, obzirom da ministri u Vladi ne smiju imati dvojno državljanstvo. Političar Lozan Panov posebno je zahtijevao da Petkov za ovo odgovara, međutim dokumenti kanadske vlade pokazali su da je Petkov predao zahtjev u travnju, ali da postupak nije završen sve do kolovoza 2021.